# FC 시옹

FC 시옹은 1909년에 창단된 스위스의 축구 클럽으로 스위스 남서부에 위치한 시옹을 연고로 하는 팀이다.
시옹은 스위스 슈퍼리그에서 2번 우승(1992, 1997)하였으며 스위스컵 결승전에 11번 출전하여 모두 우승을 차지하였다. 스위스컵 11회 우승은 그라스호퍼 클럽 취리히의 18회에 이어 두 번째 기록이다.
FC 시옹은 스타드 투르빌롱을 홈구장으로 사용하고 있는데, 수용인원은 20,187명이다.

## 역대 성적
국내 대회
- 스위스 슈퍼리그

우승 (2회) : 1991-92, 1996-97
- 스위스컵

우승 (13회) : 1965, 1974, 1980, 1982, 1986, 1991, 1995, 1996, 1997, 2006, 2009, 2011, 2015
유럽 대회
- UEFA 챔피언스리그 (2회 진출)

16강 (1회) : 1992-93
- UEFA 컵 위너스컵 (8회 진출)

8강 (1회) : 1986-87
16강 (3회) : 1965-66, 1991-92, 1996-97
- UEFA컵 (8회 진출)

16강 (1회) : 1994-95

## 선수 명단

### 현역
참고: FIFA 자격 규정에 따라 소속된 국가대표팀 국기를 표시합니다. 선수는 복수의 FIFA 비회원국 국적을 가지고 있을 수 있습니다.
| 번호 | 포지션 | 국적   | 이름              |
| ---- | ------ | ------ | ----------------- |
| 1    | GK     |        | 하인츠 린트너     |
| 4    | DF     | 세네갈 | 고라 디우프       |
| 28   | DF     | 코소보 | 크레쉬닉 하즈리지 |

| 번호 | 포지션 | 국적 | 이름 |
| ---- | ------ | ---- | ---- |

## 역대 감독
| 감독                  | 임기        |
| --------------------- | ----------- |
| 미로슬라브 블라제비치 | 1971 ~ 1976 |
| 엔소 트로세로         | 1990 ~ 1992 |
| 울리 슈틸리케         | 2008        |
| 젠나로 가투소         | 2013        |
| 클라우디오 젠틸레     | 2014        |
| 가브리 가르시아       | 2017 ~ 2018 |
| 스테판 앙쇼           | 2019        |
| 파비오 그로소         | 2020 ~ 2021 |